# Martin Lundberg
Karl Johan Martin Lundberg, född 7 juni 1990 i Skellefteå, är en svensk ishockeyspelare (center) som tidigare spelat för ishockeyklubben Skellefteå AIK. Från och med säsongen 2017/18 spelar han för Växjö Lakers i SHL.

## Karriär
Lundberg har Skellefteå AIK som moderklubb och har spelat där under hela sin karriär. Han är en hårt jobbande center med framför allt defensiva egenskaper och kännetecknas av sitt fysiska spel. Lundberg var en framgångsrik junior och fick göra debut i SHL säsongen 2007/2008  . Han har representerat Småkronorna i U18 VM och var en del av det svenska U18-landslaget som vann Ivan Hlinka Memorial Cup 2007. Det är den hittills första och enda gången Sverige vunnit den prestigefyllda turneringen. 
Säsongen 2009/2010 blev Lundberg uttagen i Sveriges trupp till Junior-VM 2010 där man tog ett brons efter vinst mot Schweiz i bronsmatchen. 
Martin har varit en stor del av Skellefteå AIKs framgångar de senaste säsongerna och har spelat i sex raka SM-finaler och vunnit två SM-guld och fyra SM-silver. 
Under säsongen 2015/2016 gjorde Lundberg sin poängmässigt bästa säsong i SHL och stod för 13 mål och totalt 21 poäng under säsongen. Han fick under säsongen även chansen att representera Tre Kronor i Karjala Tournament och efter ett starkt slutspel med Skellefteå AIK blev Martin också uttagen till den svenska truppen till Ishockey-VM 2016. 
Efter sina framgångar under säsongen belönades Martin med ett tvåvägskontrakt med Chicago Blackhawks i NHL som skrevs på den 24 maj 2016 och sträcker sig över ett år. 

## Klubbar
- Skellefteå AIK
- Rockford Ice Hogs